# Andreas Odbjerg
Andreas Odbjerg (5 december 1987 in Odense ) is een Deense zanger en songwriter. Hij schreef liedjes met onder andere Malte Ebert, Lord Siva /Vera en Ankerstjerne . Inclusief het nummer "Paris", dat dubbel platina gecertificeerd is en op nummer 1 stond in de Deense singlehitlijst. In 2020 ontving hij samen met de andere songwriters en producers achter "Paris" de ''Carl Prize'' voor "het meest afgespeelde nummer van het jaar". In 2018 kwam zijn eerste single uit onder zijn eigen naam "Icemoneyassbitch". Later kwamen er nummers als "Annet Linnet" en "Dét helt okay". In 2019 kwam de single "Føler mig selv 100" uit. De single was de eerste single van de ep Lance Armstrong die op 2 oktober 2020 uitkwam.
Op 3 maart 2022 bracht Odbjerg het debuutalbum " Hjem Fra Fabrikken " uit.
Eind maart 2021 bracht Odbjerg het nummer "i morgen er der også en dag" uit. Het nummer was binnen twee maanden meer dan 1 miljoen keer beluisterd. Op de dag van de release was ook een video te zien van het live optreden, wat gespeeld werd bij de Deense X Factor.
Odbjerg werkte mee aan het titelnummer 'God jul' voor de kerstserie van TV2, genaamd Kometernes jul . In december 2021 werd het nummer 2 miljoen keer gestreamd op Spotify.

## Carrière
Andreas Odbjerg deed mee aan de voorrondes van de talentenjacht X Factor 2009, maar haalde de liveshows niet. Hij probeerde het opnieuw in de show The Voice in 2012, waar hij tweede werd. Hij kreeg toen een platencontract en begon aan het songwritingprogramma van het Rytmisk Musikkonservatorium. Samen met Moses Fiellau vormde hij het duo Moses: "Andreas". Ze hebben 3 ep's uitgebracht en in 2017 werd hun nummer "Gazeller" een radiohit. Hij begon in 2018 als solo artiest. Het nummer "penge ind, penge ud" van de ep "Lance Armstrong" steeg snel in de Deense hitlijsten, net als "Gazeller" en "Paris" snel nadat ze waren uitgebracht.

## Liedjes als tekstschrijver
Andreas Odbjerg heeft liedjes geschreven voor/met o.a. Malte Ebert, Kongsted, Ankerstjerne, Patrick Dorgan, Lord Siva, Vera, Chris Burton, Gulddreng, Ericka Jane en Drew Sycamore .
In mei 2021 behaalde Odbjerg successen als songwriter met twee nummer 1-singles op de Deense radio. Eerst Drew Sycamore met "45 Fahrenheit Girl" gedurende 5 weken en daarna Ericka Jane met "I say stupid things".

## Discografie

### Studio-album
| Titel                | Details                                                                       | Hoogste positie Deense hitlijst | Opmerkingen |
| -------------------- | ----------------------------------------------------------------------------- | ------------------------------- | ----------- |
| "Hjem fra fabrikken" | Uitgave: 4 maart 2022 Platenmaatschappij: Universal Formaat: LP, CD, download | 1                               | 2x Platina  |
| "Un hommage"         | Uitgave: 1 maart 2024 Platenmaatschappij: Universal Formaat: LP, CP, download | 2                               |             |

### Ep's
- Lance Armstrong (2020)

### Singles
| Jaar                                                       | Titel                                                           | Hoogste positie | Opmerkingen  | Album                |
| ---------------------------------------------------------- | --------------------------------------------------------------- | --------------- | ------------ | -------------------- |
| 2012                                                       | "Årets defekt (Andreas Odbjerg met Xander)                      | —               |              |                      |
| 2017                                                       | "Get Away" (Kongsted met Ida Kudo, Peaceful James en AO)        | —               |              |                      |
| 2018                                                       | "Icemoneyassbitch"                                              | —               |              |                      |
| 2018                                                       | "Anne Linnet"                                                   | —               |              |                      |
| 2019                                                       | "Dét helt okay"                                                 | —               |              |                      |
| 2019                                                       | "Tænker på dig"                                                 | —               |              |                      |
| 2019                                                       | "Føler mig selv 100"                                            | 11              | - 2× platina | Lance Armstrong      |
| 2020                                                       | "Min sang"                                                      | —               |              | Lance Armstrong      |
| 2020                                                       | "Penge ind penge ud"                                            | —               |              | Lance Armstrong      |
| 2021                                                       | "Omvendt" (Pil en Andreas Odbjerg)                              | —               |              |                      |
| 2021                                                       | "Hjem uden klaver" (Carl Knast, Bai-D en Andreas Odbjerg)       | —               |              |                      |
| 2021                                                       | "I morgen er der også en dag"                                   | 14              | - 2× platina | Hjem fra fabrikken   |
| 2021                                                       | "Velkommen tilbage"                                             | —               | - 1× Goud    | Hjem fra fabrikken   |
| 2021                                                       | "Stor mand" (Tobias Rahim en Andreas Odbjerg)                   | 1               | - 4× platina | Når sjælen kaster op |
| 2021                                                       | "God jul" (als onderdeel van Kometernes jul )                   | 22              |              |                      |
| 2022                                                       | "Blev du fanget af noget?"                                      | —               |              | Hjem fra fabrikken   |
| 2022                                                       | "Hjem fra fabrikken"                                            | 1               | - 2× platina | Hjem fra fabrikken   |
| 2022                                                       | "Hvad skal verden med sådan som mig?"                           | 16              | - 1× Goud    |                      |
| 2023                                                       | "smugryger"                                                     |                 |              |                      |
| 2023                                                       | "Jeg ka' rigtig godt li' dig" (Ida Laurberg en Andreas Odbjerg) | 2               | - 2x platina | Bæenkevarmer         |
| 2023                                                       | "Vennesangen" (Carl Knast en Andreas Odbjerg)                   |                 |              |                      |
| 2024                                                       | "Benny"                                                         | 26              |              | Un hommage           |
| 2024                                                       | "Den vredeste mand på jorden                                    | 26              |              | Un hommage           |
| "-" markeert een release die geen hitparade heeft behaald. |                                                                 |                 |              |                      |

## Externe verwijzingen
1. ↑  danishcharts.dk - Discography Andreas Odbjerg. Hitlisten. Hung Medien. Geraadpleegd op 12. december 2022.
2. ↑  ANDREAS ODBJERG "FØLER MIG SELV 100". IFPI Danmark. Geraadpleegd op 12. december 2022.
3. ↑  ANDREAS ODBJERG "I MORGEN ER DER OGSÅ EN DAG". IFPI Danmark. Geraadpleegd op 12. december 2022.
4. ↑  ANDREAS ODBJERG "VELKOMMEN TILBAGE". IFPI Danmark. Geraadpleegd op 12. december 2022.
5. ↑  TOBIAS RAHIM, ANDREAS ODBJERG "STOR MAND (FEAT. ANDREAS ODBJERG)". IFPI Danmark. Geraadpleegd op 12. december 2022.
6. ↑  ANDREAS ODBJERG "HJEM FRA FABRIKKEN". IFPI Danmark. Geraadpleegd op 12. december 2022.
7. ↑  ANDREAS ODBJERG "HVAD SKAL VERDEN MED SÅDAN EN SOM MIG?". IFPI Danmark. Geraadpleegd op 3. januar 2023.